# La Griffe noire
La Griffe noire est le cinquième album de la série de bande dessinée Alix, écrite et dessinée par Jacques Martin. Il a été publié en 1959 aux Éditions du Lombard.

## Synopsis
La Griffe noire est l'histoire d'une vengeance.
Trente ans avant les évènements, à la suite d'un malentendu et d'un malheureux concours de circonstances, une ville de la côte Est de l'Afrique du Nord, Icara, a été détruite sans raison par les Romains.
À Pompéi, une poignée de survivants, conduits par le mage Rafa, va entreprendre d'empoisonner les responsables du massacre.
Alix, aidé par un esclave africain, Servio, entreprend un voyage en Afrique pour rapporter le contre-poison.
Les difficultés provoquées par les vengeurs d'Icara feront qu'une seule fiole de contre-poison parviendra à Pompéi, pour sauver la seule victime innocente.

## Éditions
- Éditions du Lombard, 1959
- Casterman, 1965